# غافن نيوسوم
غافن كريستوفر نيوزوم (ولد في 10 أكتوبر 1967) هو سياسي ورجل أعمال أمريكي، يشغل منصب حاكم ولاية كاليفورنيا منذ عام 2019. ينتمي نيوزوم إلى الحزب الديمقراطي، وشغل سابقًا منصب نائب حاكم كاليفورنيا من 2011 حتى 2019، كما كان عمدة مدينة سان فرانسيسكو من 2004 إلى 2011.
تخرج من جامعة سانتا كلارا عام 1989 حاصلاً على بكالوريوس في العلوم السياسية. بدأ مشواره المهني بتأسيس شركة نبيذ فاخرة في أوكفيل بولاية كاليفورنيا، بدعم من المستثمر والملياردير جوردون جيتي. بعد ذلك، دخل عالم السياسة عندما عينه عمدة سان فرانسيسكو ويلي براون في لجنة مواقف السيارات وحركة المرور عام 1996، ثم شغل مقعدًا في مجلس المشرفين بالمدينة بعد ذلك.
تم انتخابه عمدة لسان فرانسيسكو في 2003 وأعيد انتخابه في 2007، ثم انتقل إلى منصب نائب حاكم كاليفورنيا في 2010 وأعيد انتخابه في 2014. خلال فترة نائب الحاكم، قدم برنامجه التلفزيوني "The Gavin Newsom Show" وأصدر كتابًا بعنوان "Citizenville" يركز على استخدام التكنولوجيا الرقمية في التغيير الديمقراطي. ومنذ عام 2025، يقدم بودكاست يحمل اسمه.
في 2018، انتُخب حاكمًا لكاليفورنيا، وخلال فترة حكمه تعرض لانتقادات بسبب فرضه قيودًا صارمة في مواجهة جائحة كوفيد-19، والتي اعتُبرت مقيّدة للغاية وأدت إلى أضرار اقتصادية بالولاية، كما وُجهت له انتقادات بسبب مخالفته الشخصية لتلك القيود. ساهمت هذه الأمور في محاولة سحب الثقة منه عام 2021، لكنه نجح في الاحتفاظ بمنصبه بإعادة انتخابه عام 2022.

## الحياة المبكرة
وُلد غافن كريستوفر نيوسوم في 10 أكتوبر 1967 في مدينة سان فرانسيسكو بولاية كاليفورنيا، لأسرة بارزة في الولاية. والده، ويليام ألفريد نيوسوم الثالث، كان قاضيًا بمحكمة الاستئناف ومحاميًا لشركة "غيتي أويل"، أما والدته، تيسا توماس (نيي منزيس)، فكانت امرأة عاملة ربّت غافن وشقيقته الصغرى هيلاري بمفردها بعد طلاقها من زوجها عام 1971، عندما كان غافن في الثالثة من عمره.
ينتمي نيوسوم لعائلة ذات جذور عميقة في سان فرانسيسكو، إذ يُعد من الجيل الرابع لعائلته في المدينة. جده الأكبر من جهة الأم، الدكتور توماس أديز، كان أحد أوائل المتخصصين في أمراض الكلى وأستاذًا في كلية الطب بجامعة ستانفورد. تربطه صلة قرابة بعيدة بالموسيقية جوانا نيوسوم، وعمته كانت متزوجة من رون بيلوسي، شقيق زوج رئيسة مجلس النواب السابقة نانسي بيلوسي.
عاش نيوسوم طفولة صعبة بسبب الظروف المالية وتحدياته التعليمية، إذ عانى من عسر قراءة حاد (ديسلكسيا) لا يزال يرافقه حتى اليوم. وصف تلك الفترة بأنها شكلت شخصيته، إذ غرست فيه أمه روح المثابرة وأخلاقيات العمل؛ فقد كانت تعمل في ثلاث وظائف في وقت واحد – كنادلة وكاتبة حسابات وسكرتيرة – لتأمين حياة كريمة لأطفالها. كما كانت تستقبل أطفالًا بالتبنّي في المنزل، وهي تجربة أثّرت في وعي نيوسوم الاجتماعي والسياسي لاحقًا.
بدأ تعليمه في مدرسة كاثوليكية ثنائية اللغة، "إيكول نوتردام دي فيكتوار"، لكنه واجه صعوبة في مواكبة التعليم بسبب عسر القراءة واضطر للانتقال لاحقًا إلى مدارس أخرى، حيث تلقى تعليمًا خاصًا وشارك في دروس تقوية. اعتمد نيوسوم بشكل كبير على الوسائل السمعية لفهم المحتوى الدراسي، ولا يزال يفضّل استخدام الكتب والتقارير الصوتية في عمله اليومي. وقد صرّح في مقابلة عام 2023 أن إعاقته التعليمية أجبرته على التفكير بطرق غير تقليدية، وهي مهارة لازالت مفيدة له كحاكم.
أبدع نيوسوم في المجال الرياضي أثناء دراسته في مدرسة "ريدوود" الثانوية في مدينة لاركسبور رغم صعوباته الأكاديمية، حيث لعب كرة السلة كحارس تسديد وكرة البيسبول كلاعب خارجي، وبرز في تغطيات صحفية محلية. وكثيرًا ما كانت أسرته تمر بفترات من الضائقة المالية، ما دفعه إلى العمل في مهن بسيطة مثل غسيل السيارات والعمل في متجر للأطعمة أثناء دراسته الثانوية للمساهمة في دخل الأسرة. والده، الذي كان يتبرع بجزء كبير من دخله، لم يكن يوفّر دعماً ماليًا دائمًا، ما زاد من التحديات التي واجهتها الأسرة.
التحق نيوسوم بجامعة سانتا كلارا بمنحة جزئية في لعبة البيسبول، وتخرج منها عام 1989 بدرجة البكالوريوس في العلوم السياسية. ورغم طموحه الرياضي، خضع لجراحة في الكوع لإنهاء تمزق في أحد الأربطة، ما أنهى مستقبله في اللعبة. وقد اعتبر التعليم اليسوعي في الجامعة حافزًا على التفكير المستقل ومراجعة المسلمات. وخلال عامه الثالث في الجامعة، قضى فصلًا دراسيًا في العاصمة الإيطالية روما، حيث وسّعت تلك التجربة أفقه السياسي والثقافي، وأثّرت لاحقًا على رؤيته في العمل العام.

## حاكم ولاية كاليفورنيا (2019–حتى الآن)
أظهرت تحليل لموقع CalMatters نُشر عام 2019 أن مواقف غافن نيوزوم السياسية أكثر اعتدالاً من معظم أعضاء الحزب الديمقراطي في الهيئة التشريعية لولاية كاليفورنيا.

### التعيينات
بعد انتخاب كامالا هاريس نائباً لرئيس الولايات المتحدة في انتخابات الرئاسة 2020، عيّن نيوزوم أليكس باديلا، سكرتير ولاية كاليفورنيا، ليكون خليفة لها في مجلس الشيوخ الأمريكي كممثل لولاية كاليفورنيا. ولشغل منصب سكرتير الولاية خلفاً لباديلا، عيّن نيوزوم النائبة في الجمعية التشريعية شيرلي ويبر. بعد تأكيد مجلس الشيوخ الأمريكي تعيين خافيير بيسيرا وزيراً للصحة والخدمات الإنسانية في الولايات المتحدة، عيّن نيوزوم روب بونتا المدعي العام لولاية كاليفورنيا.5 في مقابلة مع جوي ريد، سُئل نيوزوم إن كان سيعيّن امرأة أمريكية من أصل أفريقي لتحل محل السيناتورة ديان فاينشتاين إذا تقاعدت أو توفيت قبل انتهاء ولايتها في 2024، فأجاب أنه سيفعل ذلك.67 توفيت فاينشتاين في سبتمبر 2023، وواجه نيوزوم ضغوطاً لتعيين خليفة بسرعة.8 وقد أوفى بوعده وعيّن لافونزا باتلر في المقعد الشاغر.

### العدالة الجنائية

#### عقوبة الإعدام
في 13 مارس 2019، وبعد ثلاث سنوات من رفض الناخبين بشكل ضيق إلغاء عقوبة الإعدام، أعلن نيوزوم وقف تنفيذ العقوبة في الولاية مؤقتاً، مما منع أي إعدام في الولاية طالما كان حاكماً. وأدى هذا القرار إلى سحب بروتوكول الحقن القاتل الحالي وإغلاق غرفة الإعدام في سجن سان كوينتن. في مقابلة مع برنامج CBS This Morning، قال نيوزوم إن عقوبة الإعدام "نظام عنصري... يكرس عدم المساواة. إنه نظام لا أستطيع، بضمير مرتاح، دعمه." منح الوقف المؤقت فرصة مؤقتة لجميع 737 سجيناً على قائمة الإعدام في كاليفورنيا، وهي الأكبر في نصف الكرة الغربي.
في يناير 2022، وجه نيوزوم الولاية لبدء تفكيك قسم المحكوم عليهم بالإعدام في سجن سان كوينتن وتحويله إلى "مساحة لبرامج التأهيل"، حيث تم نقل جميع السجناء المحكوم عليهم إلى سجون أخرى مزودة بمرافق أمنية قصوى. أيد الناخبون عقوبة الإعدام في الانتخابات عامي 2012 و2016، مع موافقة الإجراء الأخير على نقل المحكوم عليهم إلى سجون أخرى.15 بينما أظهرت استطلاعات للرأي في 2021 أجراها معهد الدراسات الحكومية بجامعة كاليفورنيا في بيركلي وبمشاركة صحيفة لوس أنجلوس تايمز تراجع الدعم الشعبي لعقوبة الإعدام في الولاية،1416 انتقد معارضو العقوبة من الحزب الجمهوري إجراءات نيوزوم بأنها تحدٍ لإرادة الناخبين، في حين اعتبر مؤيدو العقوبة أنها حرمت عائلات ضحايا الجرائم من حق الإغلاق النفسي.

#### العفو
استجابة لحملة إدارة ترامب ضد المهاجرين ذوي السوابق الجنائية، أولى نيوزوم اهتمامًا خاصًا لحالاتهم. يمكن للعفو أن يلغي أسباب الترحيل للمهاجرين الذين هم عادة مقيمون دائمون قانونياً. تُراجع طلبات العفو المقدمة من هؤلاء بسرعة بواسطة مجلس استماعات الإفراج المشروط في الولاية، وفقاً لقانون كاليفورنيا لعام 2018. في أول أعمال العفو التي أصدرها حاكماً، عفا نيوزوم عن سبعة أشخاص كانوا مسجونين سابقاً في مايو 2019، منهم لاجئان من كمبوديا معرضان للترحيل. وعفا في نوفمبر 2019 عن ثلاثة رجال كانوا يحاولون تجنب الترحيل إلى كمبوديا أو فيتنام، بعد ارتكابهم جرائم في سن 19 عاماً. وفي ديسمبر 2019، منح نيوزوم إطلاق سراح مشروط للاجئ كمبودي محتجز في سجن كاليفورنيا على خلفية قضية قتل، ورغم مطالبة جماعات حقوق المهاجرين بإنهاء سياسة نقل المحتجزين إلى السلطات الفيدرالية، تم تسليمه لاحقًا للترحيل المحتمل.
في 13 يناير 2022، رفض نيوزوم إطلاق سراح مشروط لـ سيرهان سيرهان، قاتل روبرت إف. كينيدي، والذي أوصت به لجنة الإفراج بعد قضاء 53 سنة في السجن. كتب نيوزوم مقال رأي في صحيفة لوس أنجلوس تايمز قال فيه إن سيرهان "لا يزال يفتقر إلى الفهم الذي يمنعه من اتخاذ قرارات خطيرة ومدمرة كما فعل في الماضي. الدليل الأبرز على نقص فهم سيرهان هو روايته المتغيرة عن اغتيال كينيدي، ورفضه الحالي لتحمل المسؤولية عنه."

## روابط خارجية
- غافن نيوسوم على موقع IMDb (الإنجليزية)
- غافن نيوسوم على موقع ميتاكريتيك (الإنجليزية)
- غافن نيوسوم على موقع روتن توميتوز (الإنجليزية)
- غافن نيوسوم على موقع مونزينجر (الألمانية)
- غافن نيوسوم على موقع رولينغ ستون (الإنجليزية)
- غافن نيوسوم على موقع أول موفي (الإنجليزية)
- غافن نيوسوم على موقع إن إن دي بي (الإنجليزية)
- غافن نيوسوم على موقع قاعدة بيانات الفيلم (الإنجليزية)
- غافن نيوسوم على موقع ليتربوكسد (الإنجليزية)
- غافن نيوسوم على موقع كينوبويسك (الروسية)